# Народный комиссариат труда СССР
Наро́дный комиссариа́т труда́ СССР (сокр. Наркомтру́д СССР, НКТруд) — орган государственного управления, осуществлявший регулирование условий труда на территории СССР с 1923 по 1933 годы.
Наркомат труда был учреждён Договором об образовании СССР, его руководитель входил в состав правительства союзного государства Совнарком.
Согласно положению, утверждённому ЦИК СССР, это был союзно-республиканский Народный комиссариат, осуществлявший общее руководство республиканскими наркоматами труда. Его основные задачи — выработка основных положений в области регулирования рынка и условий труда, заработной платы, социального страхования, трудовых споров и тому подобного. Тем же положением определена его структура: нарком, коллегия при наркоме, общее управление, отделы рынка труда, охраны труда, тарифно-конфликтный и статистический, а также центральное управление социального страхования.
В июне 1933 года был присоединён к ВЦСПС.

## Руководители
- Шмидт, Василий Владимирович (6 июля 1923 — 29 ноября 1928)
- Угланов, Николай Александрович (29 ноября 1928 — 3 августа 1930)
- Цихон, Антон Михайлович (3 августа 1930 — 10 сентября 1933)